# Aeschremon disparalis
Aeschremon disparalis is een vlinder uit de familie van de grasmotten (Crambidae). De wetenschappelijke naam van deze soort is voor het eerst voorgesteld door Herrich-Schäffer in een publicatie uit 1851.
De soort komt voor in Griekenland, de Krim, Rusland, Turkije, Israël en Kazachstan.